# 괴저
괴저(Gangrene) 세포에 혈액이 충분히 공급되지 못한 결과 발생한 괴사로, 잠재적으로 생명을 위협할 수 있다. 이 증상은 부상, 감염, 혈액 순환에 영향을 미치는 만성 질환 등을 통해 일어날 수 있다. 괴저의 주된 원인은 혈류 감소의 영향을 받아 세포가 사멸하여 일어나게 된다. 당뇨병 및 장기간 흡연자는 괴저 위험을 높일 수 있다.
괴저의 종류에는 건조 괴저, 젖은 괴저, 가스 괴저, 내부 괴저, 근막염 괴사 등으로 나눌 수 있다. 괴저의 치료는 발생한 원인에 따라 달라지는데, 대표적인 치료법으로는 절제술, 영향받은 부위의 변연절제술, 항생제 요법, 혈관 우회로술이나 혈관성형술을 통한 혈행재건술, 고압요법 등이 있다.